# Matança (Fornos de Algodres)
Matança é uma povoação portuguesa sede da Freguesia de Matança do Município de Fornos de Algodres, freguesia com 13,82 km² de área e 215 habitantes (censo de 2021), tendo, por isso, uma densidade populacional de 15,6 hab./km².
A freguesia inclui, além da sede de freguesia, os lugares de Fonte Fria e Forcadas.
Teve foral em 1270 e foi concelho da comarca de Trancoso, até 1836, altura em que foi incorporado no concelho (atual município) de Fornos de Algodres. Era constituído por uma freguesia e tinha, em 1801, 566 habitantes.

## Património
- Igreja Matriz de Santa Maria Madalena;
- Capela de Santo António;
- Dólmen de Matança
- Pelourinho de Matança
- Necrópole medieval de Forcadas
- Pontes medievais de Matança
- Capela de São Miguel (Matança)
- Capela de Santa Eufêmia

## Demografia
A população registada nos censos foi:
| Distribuição da População por Grupos Etários | Distribuição da População por Grupos Etários | Distribuição da População por Grupos Etários | Distribuição da População por Grupos Etários | Distribuição da População por Grupos Etários |
| -------------------------------------------- | -------------------------------------------- | -------------------------------------------- | -------------------------------------------- | -------------------------------------------- |
| Ano                                          | 0-14 Anos                                    | 15-24 Anos                                   | 25-64 Anos                                   | > 65 Anos                                    |
| 2001                                         | 27                                           | 24                                           | 140                                          | 121                                          |
| 2011                                         | 16                                           | 21                                           | 94                                           | 112                                          |
| 2021                                         | 19                                           | 10                                           | 86                                           | 100                                          |